# Hangin' Tough (singolo New Kids on the Block)
Hangin' Tough è un singolo del gruppo musicale statunitense New Kids on the Block, pubblicato nel 1988 ed estratto dall'album omonimo.

## Il brano
Il brano è stato scritto e prodotto da Maurice Starr ed è interpretato, come cantante principale, da Donnie Wahlberg.

## Tracce
- CD/7"

1. Hangin' Tough [7 Remix] – 3:51
2. Didn't I (Blow Your Mind) – 4:24

## In altri media
- La canzone è udibile nel film Il piccolo grande mago dei videogames.
- Il gruppo virtuale The Chipmunks pubblica il brano come cover nell'album The Chipmunks Rock the House del 1991.